# Єдиний реєстр досудових розслідувань
Єдиний реєстр досудових розслідувань (ЄРДР) — це створена за допомогою автоматизованої системи електронна база даних, відповідно до якої здійснюється збирання, зберігання, захист, облік, пошук, узагальнення даних про кримінальні правопорушення та хід досудового розслідування у кримінальних провадженнях.
ЄРДР запрацював одночасно з набранням чинності КПК — 20 листопада 2012 року.
Досудове розслідування розпочинається з моменту внесення відомостей до Єдиного реєстру досудових розслідувань.
Відомості з реєстру надаються у вигляді витягу.
Порядок ведення реєстру затверджений наказом Генеральної прокуратури України від 6 квітня 2016

## Мета створення ЄРДР
Реєстр утворено та ведеться відповідно до вимог Кримінального процесуального кодексу України з метою забезпечення:
єдиного обліку кримінальних правопорушень та прийнятих під час досудового розслідування рішень, осіб, які їх учинили, та результатів судового провадження;
оперативного контролю за додержанням законів під час проведення досудового розслідування;
аналізу стану та структури кримінальних правопорушень, вчинених у державі.

## Суб'єкти роботи з ЄРДР
Держатель Реєстру — Генеральна прокуратура України.
Виконання функцій адміністратора Реєстру покладається на Генеральну прокуратуру України та прокуратури Автономної Республіки Крим, областей, міст Києва і Севастополя.
Реєстраторами Реєстру є: прокурори; слідчі органів прокуратури, Національної поліції України, Служби безпеки України, органів, що здійснюють контроль за додержанням податкового законодавства, детективи Національного антикорупційного бюро України та слідчі органів державного бюро розслідувань (з моменту створення).
Користувачами Реєстру є: керівники прокуратур та органів досудового розслідування, прокурори, слідчі та інші уповноважені особи органів Національної поліції, СБУ, органів, що здійснюють контроль за додержанням податкового законодавства, детективи НАБУ та слідчі Державного бюро розслідувань, які виконують функції з інформаційно-аналітичного забезпечення правоохоронних органів та ведення спеціальних обліків (оперативних, оперативно-облікових, дактилоскопічних тощо) відповідно до чинного законодавства.

## Відомості, які вносяться до ЄРДР
До Реєстру вносяться відомості про:
1. час та дату надходження заяви, повідомлення про кримінальне правопорушення (КП) або виявлення з іншого джерела обставин, що можуть свідчити про вчинення КП;
2. ПІБ (найменування) потерпілого або заявника;
3. інше джерело, з якого виявлені обставини, що можуть свідчити про вчинення КП;
4. короткий виклад обставин, що можуть свідчити про вчинення КП;
5. попередню правову кваліфікацію КП;
6. передачу матеріалів та відомостей іншому органу досудового розслідування або за місцем проведення досудового розслідування;
7. ПІБ керівника прокуратури, органу досудового розслідування, слідчого, прокурора, який вніс відомості до Реєстру та/або розпочав досудове розслідування;
8. дату затримання особи;
9. обрання, зміну та скасування запобіжного заходу;
10. час та дату повідомлення про підозру;
11. юридичну особу, щодо якої можуть застосовуватися заходи кримінально-правового характеру;
12. дату та підставу здійснення (скасування) спеціального досудового розслідування;
13. зупинення та відновлення досудового розслідування;
14. оголошення розшуку підозрюваного;
15. об'єднання та виділення матеріалів досудових розслідувань;
16. продовження строків тримання під вартою та досудового розслідування;
17. встановлені, відшкодовані матеріальні збитки, суми пред'явлених позовів у кримінальному провадженні, вартість арештованого майна;
18. закінчення досудового розслідування;
19. інші відомості, передбачені первинними обліковими документами.

Інформація, яка міститься в ЄРДР, окрім такої, що містить таємницю слідства, вважається публічною.

## Нормативні акти
- Кримінальний процесуальний кодекс України [Архівовано 26 грудня 2014 у Wayback Machine.]
- Про затвердження Положення про порядок ведення Єдиного реєстру досудових розслідувань: Генеральна прокуратура України; Наказ, Положення, Картка від 06.04.2016 № 139 [Архівовано 23 лютого 2017 у Wayback Machine.]
- Порядок надсилання інформації про осіб у кримінальних провадженнях та електронних копій судових рішень щодо осіб, які вчинили кримінальні правопорушення [Архівовано 23 лютого 2017 у Wayback Machine.]
- Порядок взаємодії Генеральної прокуратури України та Міністерства внутрішніх справ України щодо обміну інформацією з Єдиного реєстру досудових розслідувань та інформаційних систем органів внутрішніх справ [Архівовано 23 лютого 2017 у Wayback Machine.]
- Нормативні акти про ЄРДР [Архівовано 5 лютого 2015 у Wayback Machine.]